# Great Master
I Great Master sono un gruppo musicale power metal italiano originario di Venezia formatosi nel 1994 su idea del chitarrista Jahn Carlini.

## Storia
Viene fondato nel 1994 dal chitarrista Jahn Carlini.
Nel 1995 registra il demo-cd Great Master  a cui segue il demo-cd Rising Storm nel 1999.
Nel 2000 il gruppo subisce uno stop ritornando attivo solo nel 2009 quando pubblica il primo album ufficiale intitolato Underworld, attraverso l’etichetta discografica Underground Symphony.
Nel 2012 ritorna in studio di registrazione per pubblicare nel 2013 il secondo album, Serenissima, un concept album storico sulla Repubblica di Venezia e sui suoi principali rappresentanti storici.
Nel 2014 registra la cover di The King degli Heavy Load per l'album tributo Tales of the Northern Swords.
Nel 2016 il gruppo pubblica il suo terzo album intitolato Lion and Queen. L'album presenta ancora tematiche ed eventi legati al territorio natio della band, il Veneto, ma introduce anche argomenti relativi a storie fantascientifiche.
Nel novembre del 2019 con una nuova formazione viene pubblicato il quarto album Skull and Bones - Tales from over the Seas un concept album che racconta la storia della pirateria del 1600 e i fatti che hanno preceduto il romanzo di Robert Louis Stevenson, L'isola del tesoro.
Nel 2020 in relazione agli eventi legati alla COVID-19 viene pubblicato l'EP Black Death 2020 dove viene proposta una nuova versione della canzone Black Death tratta da Serenissima, omaggio alle vittime e medici e infermieri che hanno lottato contro questo virus.
Nell'aprile 2021 viene rilasciato il Lyric Video del brano All for me Grog che anticipa la pubblicazione del nuovo album da studio Thy Harbour Inn in uscita a Maggio 2021. Viene inoltre annunciato l'entrata in formazione del nuovo batterista.
Il 17 maggio 2021 viene rilasciato il video ufficiale del secondo singolo Rolling Down to Old Maui.
Il 20 maggio 2021 viene pubblicato il quinto album da studio Thy Harbour Inn, una raccolta di Shanty (canti popolari marinareschi Inglesi dell XVIII secolo) riarrangiati con lo stile musicale della band.
Il 21 settembre 2023 viene pubblicato il sesto album da studio Montecristo, concept album ispirato al romanzo di Alexandre Dumas Il conte di Montecristo. L’album riscuote subito un’ottima accoglienza, sia dal pubblico che dalla critica, posizionandosi nella classifica europea tra i 25 migliori album metal del 2023. Per promuovere l’uscita la band pubblica due video ufficiali prima del singolo Nest of Stone e dopo qualche mese del singolo Left Hand Joke.

## Formazione

### Formazione attuale
- Stefano Sbrignadello - voce
- Jahn Carlini - chitarra
- Manuel Menin - chitarra
- Giorgio Peccenini - tastiere
- Massimo David - basso
- Tommaso Zandinella - batteria

### Ex componenti
- Giacomo Lauretani - batteria
- Max Bastasi - voce
- Marco Antonello - basso
- Daniele Vanin - chitarra
- Francesco Duse - batteria
- Shuai Xia - chitarra
- Marco Manente - chitarra
- Massimo Penzo - batteria
- Enrico Longhin - voce
- Denis Novello - batteria

## Discografia

### Album in studio
- 2009 - Underworld (Underground Symphony)
- 2012 - Serenissima (Underground Symphony)
- 2016 - Lion and Queen (Underground Symphony)
- 2019 - Skull and Bones - Tales from over the Sea (Underground Symphony)
- 2021 - Thy Harbour Inn (Underground Symphony)
- 2023 - Montecristo

### EP
- 2020 - Black Death 2020 (Underground Symphony)